# Mark Howe
Mark Steven Howe (* 28. Mai 1955 in Detroit, Michigan) ist ein ehemaliger kanadisch-US-amerikanischer Eishockeyspieler, der während seiner aktiven Karriere zwischen 1970 und 1995 unter anderem für die Hartford Whalers, Philadelphia Flyers und Detroit Red Wings in der National Hockey League sowie die Houston Aeros und New England Whalers in der World Hockey Association aktiv war. Zurzeit arbeitet er in der Organisation der Detroit Red Wings als Director of Pro Scouting.

## Karriere
Mark Howe begann seine Karriere 1970 bei den Detroit Junior Red Wings in der Juniorenliga SOJHL. In seinem zweiten Jahr gewann er mit der US-amerikanischen Eishockeynationalmannschaft die Silbermedaille bei den Olympischen Winterspielen 1972 in Sapporo. Im Sommer wechselte Howe in die kanadische Juniorenliga Ontario Hockey Association und gewann dort mit den Toronto Marlboros den Memorial Cup. Howe wurde zudem als wertvollster Spieler der Memorial-Cup-Finalrunde mit der Stafford Smythe Memorial Trophy ausgezeichnet.
Im WHA Amateur Draft 1973 wurde er von den Houston Aeros ausgewählt und er wechselte gleich im Sommer 1973 zu dem Team, wo er zusammen mit seinem Vater Gordie und seinem Bruder Marty spielen sollte. Die Mannschaft gehörte der World Hockey Association an, die damals als Konkurrenzliga zur National Hockey League geschaffen wurde. Mark Howe zeigte gleich in seiner ersten Saison seine Qualitäten als Verteidiger, der auch auf den Angriffspositionen spielen konnte. So erzielte er in 76 Spielen 79 Punkte und wurde mit der Lou Kaplan Trophy als bester Rookie ausgezeichnet. Angeführt von Marty, Gordie und Mark Howe gewannen die Houston Aeros 1974 und 1975 die AVCO World Trophy, die Meisterschaftstrophäe der WHA.
1974 nahm Mark Howe für Team Canada an der Summit Series teil, da er neben seiner US-amerikanischen Staatsbürgerschaft auch eine Kanadische besitzt. Im Sommer im NHL Amateur Draft 1974 von den Boston Bruins in der zweiten Runde an Position 25 ausgewählt, entschied er sich jedoch, weiterhin in der WHA zu spielen. 1977 wechselte er zusammen mit seinem Bruder und seinem Vater innerhalb der WHA zu den New England Whalers. In der Saison 1978/79 wechselte er wieder häufig von der Verteidigung in den Angriff und gehörte mit 42 Toren und 65 Assists zu den Topscorern der WHA. Es war seine erfolgreichste Saison, aber gleichzeitig auch die letzte Saison der WHA, die aus finanziellen Gründen ihren Spielbetrieb einstellen musste. Die New England Whalers gehörten zu den insgesamt vier Teams der WHA, die in die NHL aufgenommen wurden. Dort spielten sie fortan unter dem Namen Hartford Whalers.
In der Saison 1979/80 konnte Mark Howe seine guten Leistungen aus den Vorjahren fortsetzen und etablierte sich schnell unter den besten Verteidigern der NHL. In den folgenden zwei Jahren spielte er noch für Hartford, ehe er im August 1982 zu den Philadelphia Flyers transferiert wurde. Hatten die Whalers noch Probleme sich in ihren ersten Jahren regelmäßig für die Playoffs zu qualifizieren, gehörten die Flyers schon zu den etablierten Teams, die auch um den Stanley Cup mitspielen konnten. 1985 und 1987 erreichte Howe zusammen mit den Flyers das Stanley-Cup-Finale, doch beide Male unterlagen sie den Edmonton Oilers. 1989 konnten sie noch einmal das Conference-Finale erreichen, die darauffolgenden drei Jahre verpassten sie jedoch die Playoffs. Howe gehörte während der achtziger Jahre zu den wichtigsten Spielern der Philadelphia Flyers, doch ab der Saison 1988/89 war er oft verletzt gewesen und fehlte der Mannschaft in drei Spielzeiten mindestens je 40 Spielen.

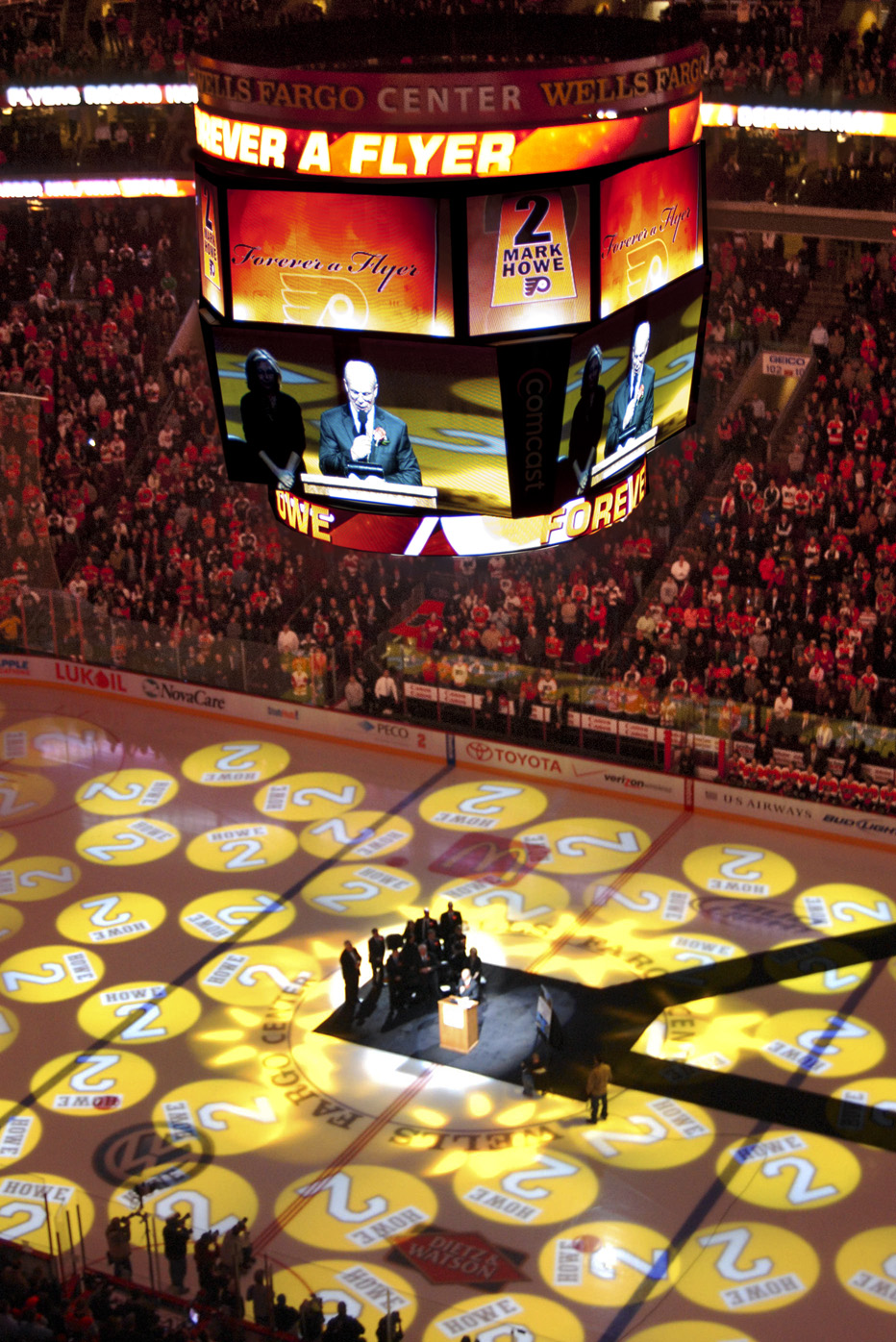
Am 6. März 2012 sperrten die Philadelphia Flyers Howes einstiges Trikot mit der Rückennummer 2

1992 kehrte er zurück in seine Heimat und wurde von den Detroit Red Wings unter Vertrag genommen. Doch auch in den folgenden Jahren fehlte er der Mannschaft immer wieder wegen Rückenproblemen und verpasste so die Teilnahme am Stanley-Cup-Finale 1995, das gegen die New Jersey Devils verloren ging.
Im September 1995 beendete er schließlich seine Karriere. Mark Howe belegte in seiner Karriere drei Mal den zweiten Platz bei der Wahl für die James Norris Memorial Trophy, die an den besten Verteidiger der NHL verliehen wird.
Nach seinem Karriereende blieb Mark Howe direkt in der Organisation der Detroit Red Wings und arbeitete anfangs als Scout mit der Zuständigkeit für die IHL und die AHL. Howe wurde schließlich Director of Pro Scouting und übernahm die Hauptverantwortung der Talentscouts der Red Wings für die Profi-Ligen und kümmert sich hauptsächlich um die Ausbildung der Verteidiger im AHL-Farmteam.
Als Mitglied der Organisation der Detroit Red Wings wurde sein Name neben den Spielern, Trainern und anderen Funktionären 1997, 1998, 2002 und 2008 auf den Stanley Cup eingraviert, nachdem die Mannschaft die Playoffs der NHL gewonnen hatte.
2011 wurde er mit der Aufnahme in die Hockey Hall of Fame geehrt. Am 6. März 2012 sperrten die Philadelphia Flyers seine Rückennummer 2, die seither an keinen Spieler vergeben wird. 2016 wurde ihm, ebenso wie seinem Vater knapp 50 Jahre zuvor, die Lester Patrick Trophy zugesprochen.

### Familie
Marks Vater Gordie Howe, "Mr. Hockey" genannt, war bis 2021 der Spieler mit den meisten NHL-Spielen. Von 1946 bis 1971 spielte er für die Detroit Red Wings, gewann vier Mal den Stanley Cup und wurde mehrfach als wertvollster Spieler und bester Scorer ausgezeichnet. Nach seinem Karriereende kehrte er 1973 in der WHA aufs Eis zurück und beendete 1980 nach einer weiteren Saison in der NHL mit 52 Jahren seine Karriere. Zusammen mit seinem Bruder Marty spielte Mark bis 1982, als beide die Hartford Whalers verließen. Marty beendete schon 1985 seine Karriere. Mark Howe und seine Frau leben in Philadelphia und haben zwei Söhne und eine Tochter.

## Erfolge und Auszeichnungen
| - 1971 OJHL First All-Star Team - 1973 J.-Ross-Robertson-Cup-Gewinn mit den Toronto Marlboros - 1973 Memorial-Cup-Gewinn mit den Toronto Marlboros - 1973 Stafford Smythe Memorial Trophy - 1974 Avco-World-Trophy-Gewinn mit den Houston Aeros - 1974 Lou Kaplan Trophy - 1974 WHA Second All-Star Team - 1975 Avco-World-Trophy-Gewinn mit den Houston Aeros - 1977 WHA Second All-Star Team - 1978 Teilnahme am WHA All-Star Game - 1978 Most Valuable Player des WHA All-Star Game (gemeinsam mit Marc Tardif) - 1979 WHA First All-Star Team | - 1981 Teilnahme am NHL All-Star Game - 1983 Teilnahme am NHL All-Star Game - 1983 NHL First All-Star Team - 1986 Teilnahme am NHL All-Star Game - 1986 Führender der NHL-Plus/Minus-Wertung - 1986 NHL First All-Star Team - 1987 NHL First All-Star Team - 1988 Teilnahme am NHL All-Star Game - 2003 Aufnahme in die United States Hockey Hall of Fame - 2011 Aufnahme in die Hockey Hall of Fame - 2016 Lester Patrick Trophy |

### International
- 1972 Silbermedaille bei den Olympischen Winterspielen

## Karrierestatistik

### International
| Vertrat die USA bei: - Olympischen Winterspielen 1972 - Canada Cup 1981 | Vertrat Kanada bei: - Summit Series 1974 |

(Legende zur Spielerstatistik: Sp oder GP = absolvierte Spiele; T oder G = erzielte Tore; V oder A = erzielte Assists; Pkt oder Pts = erzielte Scorerpunkte; SM oder PIM = erhaltene Strafminuten; +/− = Plus/Minus-Bilanz; PP = erzielte Überzahltore; SH = erzielte Unterzahltore; GW = erzielte Siegtore; 1 Play-downs/Relegation; Kursiv: Statistik nicht vollständig)